# Hermann Schlichthorst
Hermann Schlichthorst (* 15. Dezember 1766 in Bremen; † 29. Februar 1820 in Visselhövede) war ein deutscher Theologe, Pädagoge und Historiker.

## Biografie
Schlichthorst war der Sohn des Dompredigers Johann Gotthard Schlichthorst (1723–1780). Die Familie war eine bekannte Theologenfamilie. Er besuchte die Domschule in Bremen und studierte Theologie an der Universität Göttingen. Er beschäftigte sich aber auch mit der Geschichte und der antiken Geographie. Von 1790 bis 1798 war er Lehrer an der Stadtschule in Stade. 1798 wurde er Lehrer und Konrektor der Domschule und des Athenaeums von Bremen. Er schrieb einige pädagogische  Unterweisungsbücher. Von Bedeutung war sein Werk Beyträge zur Erläuterung der älteren und neueren Geschichte der Herzogthümer Bremen und Verden, das in vier Bänden von 1796 bis 1806 erschien. Er verfasste Schriften über die Stellung von Bremen und dem Herzogtum Bremen sowie über das Athenaeum von Bremen. 1805 wurde er Pastor in Visselhövede.